# The Rise of Theodore Roosevelt
The Rise of Theodore Roosevelt est la biographie du président Theodore Roosevelt publiée en 1979 et écrite par Edmund Morris.
Ce livre lui vaut un prix Pulitzer de la biographie ou de l'autobiographie en 1980.